# 石切生喜病院
石切生喜病院（いしきりせいきびょういん）は、医療法人藤井会が大阪府東大阪市弥生町に設置する病院である。

## 診療科
（この節の出典）
- 内科、糖尿病代謝内科
- 血液内科、血液腫瘍内科
- 腎臓内科
- 呼吸器内科
- 循環器内科
- 消化器内科
- 神経内科
- 外科
- 消化器外科
- 肝胆膵外科
- 呼吸器外科
- 心臓血管外科
- 乳腺外科
- 整形外科
- 脳神経外科
- 形成外科
- 皮膚科
- 泌尿器科
- 婦人科
- 眼科
- 耳鼻咽喉科
- リハビリテーション科
- 放射線科
- 放射線治療科
- 麻酔科

## 医療機関の認定
（下表の出典）
- 保険医療機関
- 労災保険指定病院
- 母体保護法指定医の配置されている医療機関
- 生活保護法指定病院
- 臨床研修病院
- 指定自立支援病院（更生医療）
- がん診療連携拠点病院（府指定[2]）
- 特定疾患治療研究事業委託医療機関
- 原子爆弾被害者一般疾病医療取扱病院
- 指定自立支援医療機関（精神通院医療）
- 身体障害者福祉法指定医の配置されている医療機関
- 公害医療機関
- 救急告示病院（二次救急）[3]
- このほか、各種法令による指定・認定病院であるとともに、各学会の認定施設でもある。

## 系列病院（医療法人藤井会）
- 大東中央病院
- 藤井会リハビリテーション病院
- 北河内藤井病院
- 香芝生喜病院

## 交通アクセス
- 近鉄けいはんな線「新石切駅」より徒歩8分（無料送迎バスを運行している）[4]。
- 近鉄奈良線「東花園駅」より専用送迎バスを運行している[4]。